# Кублич (река)
Кублич (Киблич, Коблич, укр. Кіблич) — река на Украине, левый приток реки Соб. Протекает в пределах Христиновского района Черкасской области и Теплицкого и Гайсинского районов Винницкой области. Длина реки 60 км, площадь бассейна 442 км². Средняя глубина — 1,3 м, максимальная — 3 м. Уклон реки — 1,3 м/км. Кублич имеет 38 притоков менее 10 км общей длиной 78 км. Водохранилищ и прудов на водосборе 89 штук, их общая площадь — 2,75 км².
Кублич берёт начало в селе Сычи. Течёт сначала на юго-запад, между сёлами Марковка и Степановка — на юг, после чего круто поворачивает на северо-запад. Перед устьем течёт на запад. Впадает в Соб на его 18 км между сёлами Куна и Марьяновка, к юго-западу от города Гайсина. Питание реки снеговое и дождевое.
Основные притоки: Дрипа, Вовнярка, Попов Ярок (все правые).